# Начко Гінівілович

Герб Долива

Начко Гінівілович, також знаний як Нач, Онач(ко), в хрещенні Петро (ст.-укр. Нац Кгинивилович, лат. Naczus Gynivilowicz, лит. Načkus Ginvilaitis; пом. після 1455) — литовський боярин, староста берестейський (1433—1446), намісник вітебський (1452), каштелян троцький (1452—1455), староста дорогицький та угровський.
Син Гінівіла (нім. Gynewille), старости троцького, свідка Салінського договору (1398) й учасника битви «на Недокудовѣ» (1393), в котрій послані Вітовтом війська на чолі з батьком і Василем Борейковичем розбили кн. Корибута Ольгердовича, змусивши його людей пуститись навтьоки.
Сам Начко уперше подибується серед підписантів Городельської унії (1413), за якою одержав польський герб Долива. Прикметно, що цим же гербом користавсь Петро Лелюш, який одного разу — в 1434 у Городні — привісив його за Начка.
Гінівілович був впливовим представником литовської знаті часів Сигізмунда Кейстутовича, значиться свідком прелімінарного акту про перемир'я, укладеного в Луцьку (8 вересня 1431), а також Троцької унії (1433). Після вбивства сюзерена 1440 року боярин підтримав угруповання Михайла Сигізмундовича та, як зазначає польський хронікар Ян Длугош, не впустив Казимира Ягеллончика, іншого претендента на великокняжий трон, до Берестя. Імовірно, це було вчинено без відома «Михайлушки», який незадовго перед тим, усвідомлюючи всю чреватість протиборства з королевичем, присягнув тому на вірність. Начку, попри те, вдалося зберегти своє високе становище: під 1446 і 1453 роком він подибується в посольствах до Польщі у справах Поділля.   
Дружина — Ганна Богдана Корейвівна (пол. Hanna Bohdana Korejwówna) — можливо, була донькою Альберта Корейви. З нею він прижив синів Андрія, Михайла, Якуба, Яна й Миколая. У Жослах (лит. Žasliai) фундував католицький храм Різдва й Непорочного Зачаття Діви Марії, св. Іоана Хрестителя й св. Барбари, між 1453 і 1467 його освятив віленський єпископ Матей. Мав дім у Вільні. Від великих князів сподобився численних маєтностей на Підляшші, які після вигасання чоловічої лінії роду вернулися до монархів. В 1450 році дістав поблизу Вовковиська наступні «землі пусті»: В'яжевщина (колишній її власник В'яжіс «виноват был ему трема копами и ныне змерл, а наследка нет»), Доркужова, Руситкова й Твернева. 
Учасник загальнолитовського сейму, що відбувся у Вільні 23 квітня 1452. Востаннє Начко Гінівілович зринає в переліку підписантів листа до магістра Тевтонського ордену від 28 травня 1455.
Користувався печаткою з надписом «НАШКА КГЕВИЛОВ[И]ЧА П[Е]Ч[А]ТЬ». 